# Mongolie aux Jeux olympiques d'été de 2016
La Mongolie participe aux Jeux olympiques d'été de 2016 à Rio de Janeiro. Il s'agit de sa 13e participation aux Jeux olympiques d'été.
La délégation est composée d'une majorité de sportif pratiquant des sports de combat : 13 judokas, 10 lutteurs, 6 boxeurs

## Médaillés
| Médaille | Nom                    | Sport | Compétition           | Date    |
| -------- | ---------------------- | ----- | --------------------- | ------- |
| Argent   | Dorjsürengiin Sumiyaa  | Judo  | Moins de 57 kg femmes | 8 août  |
| Bronze   | Dorjnyambuu Otgondalai | Boxe  | Poids légers hommes   | 14 août |

## Athlétisme
La Mongolie n'a engagé que des marathoniens
Hommes
Courses
| Athlète                 | Épreuve  | Finale          | Finale |
| Athlète                 | Épreuve  | Temps           | Rang   |
| ----------------------- | -------- | --------------- | ------ |
| Ser-Od Bat-Ochir        | Marathon | 2 h 24 min 26 s | 92e    |
| Gantulga Dambadarjaa    | Marathon | 2 h 27 min 42 s | 107e   |
| Tseveenravdan Byambajav | Marathon | 2 h 36 min 14 s | 130e   |

Femmes
Courses
| Athlète                      | Épreuve  | Finale          | Finale |
| Athlète                      | Épreuve  | Temps           | Rang   |
| ---------------------------- | -------- | --------------- | ------ |
| Bayartsogt Munkhzayaa        | Marathon | 2 h 43 min 55 s | 72e    |
| Luvsanlkhündegiin Otgonbayar | Marathon | 2 h 45 min 55 s | 85e    |

## Boxe
| Athlète                    | Catégorie             | 1/32e de finale     | 1/16e de finale     | 1/8e de finale      | Quart de finale     | Demi finale         | Finale              | Finale |
| Athlète                    | Catégorie             | Adversaire Résultat | Adversaire Résultat | Adversaire Résultat | Adversaire Résultat | Adversaire Résultat | Adversaire Résultat | Rang   |
| -------------------------- | --------------------- | ------------------- | ------------------- | ------------------- | ------------------- | ------------------- | ------------------- | ------ |
| Gankhuyagiin Gan-Erdene    | Mi-mouches (-49 kg)   | NC                  | Quipo L 0–3         | DNA                 | DNA                 | DNA                 | DNA                 | DNA    |
| Kharkhüügiin Enkh-Amar     | Mouches (-52 kg)      | Emigdio –           |                     |                     |                     |                     |                     |        |
| Erdenebatyn Tsendbaatar    | Coqs (-56 kg)         | Gicharu –           |                     |                     |                     |                     |                     |        |
| Dorjnyambuugiin Otgondalai | Légers (-60 kg)       | NC                  | Lacruz W 2–1        | Benbaziz 0          |                     |                     |                     |        |
| Baatarsükhiin Chinzorig    | Super-Légers (-64 kg) | Tharumalingam –     |                     |                     |                     |                     |                     |        |
| Byambyn Tüvshinbat         | Welters (-69 kg)      | Palmetta W 3–0      | Donnelly 0          |                     |                     |                     |                     |        |

## Haltérophilie
| Athlète                   | Compétition | Arraché  | Arraché | Épaulé-jeté | Épaulé-jeté | Total | Rang |
| Athlète                   | Compétition | Résultat | Rang    | Résultat    | Rang        | Total | Rang |
| ------------------------- | ----------- | -------- | ------- | ----------- | ----------- | ----- | ---- |
| Chagnaadorjiin Usukhbayar | -56 kg      | 103      | DNF     | NC          | NC          | NC    | NC   |

| Athlète                      | Compétition | Arraché  | Arraché | Épaulé-jeté | Épaulé-jeté | Total | Rang |
| Athlète                      | Compétition | Résultat | Rang    | Résultat    | Rang        | Total | Rang |
| ---------------------------- | ----------- | -------- | ------- | ----------- | ----------- | ----- | ---- |
| Munkhjantsangiin Ankhtsetseg | -69 kg      |          |         |             |             |       |      |

## Judo
| Athlète                      | Compétition     | 1er tour            | 2e tour              | 3e tour             | Quart de finale       | Demi-finale         | Repêchage 1         | Repêchage 2         | Finale              | Rang         |
| Athlète                      | Compétition     | Adversaire Résultat | Adversaire Résultat  | Adversaire Résultat | Adversaire Résultat   | Adversaire Résultat | Adversaire Résultat | Adversaire Résultat | Adversaire Résultat | Rang         |
| ---------------------------- | --------------- | ------------------- | -------------------- | ------------------- | --------------------- | ------------------- | ------------------- | ------------------- | ------------------- | ------------ |
| Tsogtbaataryn Tsend-Ochir    | Moins de 60 kg  | exempt              | Ramos W 100–000      | Reinvall W 011–000  | Kim Won-jin L 001–010 | non-qualifié        | non-qualifié        | non-qualifié        | non-qualifié        | non-qualifié |
| Davaadorjiin Tömörkhüleg     | Moins de 66 kg  | exempt              | Hamad W 100–000      | Zourdani W 101–000  | Basile L 000–100      | NC                  | Bouchard L 000–010  | NC                  | NC                  | 7            |
| Ganbaataryn Odbayar          | Moins de 73 kg  | exempt              | Mohy Eldin W 100–001 | Delpopolo L 000–010 | non-qualifié          | non-qualifié        | non-qualifié        | non-qualifié        | non-qualifié        | non-qualifié |
| Uuganbaataryn Otgonbaatar    | Moins de 81 kg  | exempt              | Abdelaal L 000–101   | non-qualifié        | non-qualifié          | non-qualifié        | non-qualifié        | non-qualifié        | non-qualifié        | non-qualifié |
| Lkhagvasürengiin Otgonbaatar | Moins de 90 kg  | exempt              | van 't End 0         |                     |                       |                     |                     |                     |                     |              |
| Naidangiin Tüvshinbayar      | Moins de 100 kg | exempt              | Traore               |                     |                       |                     |                     |                     |                     |              |
| Battulgyn Temüülen           | Plus de 100 kg  | exempt              | Armenteros 0         |                     |                       |                     |                     |                     |                     |              |

| Athlète                     | Compétition    | 1er tour            | 2e tour              | Quart de finale      | Demi-finale         | Repêchage 1         | Repêchage 2         | Finale              | Rang              |
| Athlète                     | Compétition    | Adversaire Résultat | Adversaire Résultat  | Adversaire Résultat  | Adversaire Résultat | Adversaire Résultat | Adversaire Résultat | Adversaire Résultat | Rang              |
| --------------------------- | -------------- | ------------------- | -------------------- | -------------------- | ------------------- | ------------------- | ------------------- | ------------------- | ----------------- |
| Mönkhbatyn Urantsetseg      | Moins de 48 kg | exempte             | Payet W 100–000      | Jeong B-k L 000–101  | Non qualifiée       | Menezes W 100–000   | Kondo L 000–000 S   | Non qualifiée       | 5                 |
| Adiyaasambuugiin Tsolmon    | Moins de 52 kg | Delgado W 010–003   | Nakamura L 000–100   | NC                   | NC                  | NC                  | NC                  | NC                  | NC                |
| Dorjsürengiin Sumiyaa       | Moins de 57 kg | exempte             | Verhagen W 000–000 S | Monteiro W 000–000 S | Matsumoto W 010–000 | NC                  | NC                  | R Silva L 000–010   | Médaille d'argent |
| Tsedevsürengiin Mönkhzayaa  | Moins de 63 kg | Zouak W 101–000     | Yang Jx L 001–100    | Non-qualifié         | Non-qualifié        | Non-qualifié        | Non-qualifié        | Non-qualifié        | Non-qualifié      |
| Tsend-Ayuushiin Naranjargal | Moins de 70 kg | Stam                |                      |                      |                     |                     |                     |                     |                   |
| Pürevjargalyn Lkhamdegd     | Moins de 78 kg | Joó                 |                      |                      |                     |                     |                     |                     |                   |

## Lutte
| Athlète                   | Compétition     | Qualification       | Huitièmes de finale | Quarts de finale    | Demi-finales        | Repêchage 1         | Repêchage 2         | Finale              | Finale |
| Athlète                   | Compétition     | Adversaire Résultat | Adversaire Résultat | Adversaire Résultat | Adversaire Résultat | Adversaire Résultat | Adversaire Résultat | Adversaire Résultat | Rang   |
| ------------------------- | --------------- | ------------------- | ------------------- | ------------------- | ------------------- | ------------------- | ------------------- | ------------------- | ------ |
| Lutte libre               |                 |                     |                     |                     |                     |                     |                     |                     |        |
| Erdenebatyn Bekhbayar     | Moins de 57 kg  |                     |                     |                     |                     |                     |                     |                     |        |
| Ganzorigiin Mandakhnaran  | Moins de 65 kg  |                     |                     |                     |                     |                     |                     |                     |        |
| Pürevjavyn Önörbat        | Moins de 74 kg  |                     |                     |                     |                     |                     |                     |                     |        |
| Orgodolyn Üitümen         | Moins de 86 kg  |                     |                     |                     |                     |                     |                     |                     |        |
| Dorjkhandyn Khüderbulga   | Moins de 97 kg  |                     |                     |                     |                     |                     |                     |                     |        |
| Jargalsaikhany Chuluunbat | Moins de 125 kg |                     |                     |                     |                     |                     |                     |                     |        |

| Athlète                   | Compétition    | Qualification       | Huitièmes de finale | Quarts de finale    | Demi-finales        | Repêchage 1         | Repêchage 2         | Finale              | Finale |
| Athlète                   | Compétition    | Adversaire Résultat | Adversaire Résultat | Adversaire Résultat | Adversaire Résultat | Adversaire Résultat | Adversaire Résultat | Adversaire Résultat | Rang   |
| ------------------------- | -------------- | ------------------- | ------------------- | ------------------- | ------------------- | ------------------- | ------------------- | ------------------- | ------ |
| Lutte libre               |                |                     |                     |                     |                     |                     |                     |                     |        |
| Erdenechimegiin Sumiyaa   | Moins de 53 kg |                     |                     |                     |                     |                     |                     |                     |        |
| Pürevdorjiin Orkhon       | Moins de 58 kg |                     |                     |                     |                     |                     |                     |                     |        |
| Soronzonboldyn Battsetseg | Moins de 63 kg |                     |                     |                     |                     |                     |                     |                     |        |
| Ochirbatyn Nasanburmaa    | Moins de 69 kg |                     |                     |                     |                     |                     |                     |                     |        |

## Natation

### Natation sportive
Les deux nageurs ont bénéficié d'une invitation délivrée pas la fédération de natation.
| Athlète             | Épreuve         | Séries | Séries | Demi-finales | Demi-finales | Finale | Finale |
| Athlète             | Épreuve         | Temps  | Rang   | Temps        | Rang         | Temps  | Rang   |
| ------------------- | --------------- | ------ | ------ | ------------ | ------------ | ------ | ------ |
| Batsaikhany Dulguun | 50 m nage libre |        |        |              |              |        |        |

| Athlète      | Épreuve         | Séries | Séries | Demi-finales | Demi-finales | Finale | Finale |
| Athlète      | Épreuve         | Temps  | Rang   | Temps        | Rang         | Temps  | Rang   |
| ------------ | --------------- | ------ | ------ | ------------ | ------------ | ------ | ------ |
| Yesuin Bayar | 50 m nage libre |        |        |              |              |        |        |

## Taekwondo
| Athlète             | Compétition | Huitièmes de finale | Quarts de finale    | Demi-finales        | Repêchage 1         | Repêchage 2         | Finale              | Finale |
| Athlète             | Compétition | Adversaire Résultat | Adversaire Résultat | Adversaire Résultat | Adversaire Résultat | Adversaire Résultat | Adversaire Résultat | Rang   |
| ------------------- | ----------- | ------------------- | ------------------- | ------------------- | ------------------- | ------------------- | ------------------- | ------ |
| Pürevjavyn Temüüjin | -68 kg      |                     |                     |                     |                     |                     |                     |        |

## Tir
| Athlète                  | Compétition                  | Qualification | Qualification | Finale | Finale |
| Athlète                  | Compétition                  | Points        | Rang          | Points | Rang   |
| ------------------------ | ---------------------------- | ------------- | ------------- | ------ | ------ |
| Gankhuyagiin Nandinzayaa | Carabine à 10 m air comprimé | 414.8         | 14e           | -      | -      |
| Gankhuyagiin Nandinzayaa | Carabine à 50 m 3 positions  |               |               |        |        |
| Otryadyn Gündegmaa       | Pistolet à 10 m air comprimé | 379           | 20e           | -      | -      |
| Otryadyn Gündegmaa       | Pistolet à 25 m              | 579           | 20e           | -      | -      |
| Tsogbadrakhyn Mönkhzul   | Pistolet à 10 m air comprimé | 378           | 32e           | -      | -      |
| Tsogbadrakhyn Mönkhzul   | Pistolet à 25 m              | 580           | 11e           | -      | -      |

## Tir à l'arc
| Athlète             | Compétition | Tour préliminaire | Tour préliminaire | 1er tour                 | 2e tour          | 3e tour          | Quarts de finale | Demi-finales     | Match pour la médaille de bronze | Match pour la médaille de bronze | Finale           | Finale |
| Athlète             | Compétition | Score             | Rang              | Adversaire Score         | Adversaire Score | Adversaire Score | Adversaire Score | Adversaire Score | Adversaire Score                 | Rang                             | Adversaire Score | Rang   |
| ------------------- | ----------- | ----------------- | ----------------- | ------------------------ | ---------------- | ---------------- | ---------------- | ---------------- | -------------------------------- | -------------------------------- | ---------------- | ------ |
| Jantsangiin Gantögs | Individuel  | 664 pts           | 24                | Battu par Thamwong 3 - 7 | non qualifié     | non qualifié     | non qualifié     | non qualifié     | non qualifié                     | non qualifié                     | non qualifié     | 33e    |